# 锈苞蒿
锈苞蒿（学名：Artemisia imponens）为菊科蒿属的植物，是中国的特有植物。分布在中国大陆的西藏、四川、云南、湖北等地，生长于海拔3,400米至4,700米的地区，多生于附近地区的山坡、林缘和草地上，目前尚未由人工引种栽培。

## 形態特徵
植株：多年生草本。
根：主根細，垂直，側根多；根莖狀細或略粗短，常有營養枝。
莖：莖少數或單一， 高70-100厘米，紫褐色，有縱紋，分枝多，開展，長10-20厘米；莖、枝初時微有灰黃色或銹色、平貼短柔毛，後莖部毛脫落，上面疏被平貼絹質柔毛並有白色腺點，背面密被灰白色綿毛；
葉：莖下部葉卵形或寬卵形，二至三回羽狀全裂，小裂片狹，披針形或線狀披針形，花期葉萎謝；中部葉寬卵形或長圓形，長5-7厘米，寬4-6厘米，二（至三）回羽狀全裂，每側具4-5枚裂片，再次羽狀全裂或深裂，小裂片披針形或線狀披針形，長1-1.5厘米，寬1.5-3毫米，先端具短尖頭，邊緣略反捲，中軸具狹翅狀，無葉柄；上部葉一（至二）回羽狀全裂；苞片葉羽狀全裂、5全裂至不分裂，裂片或不分裂之苞片葉披針形或線狀披針形。
花：頭狀花序半球形或近卵球形，直徑3-4（-5）毫米，無梗，略下垂，具披針形或線形的小苞片，在分枝或莖端單生或2- 3枚密集著生成穗狀花序，並在莖上組成狹長或略開展的圓錐花序；總苞片3-4層，內、外層近等長或內層略長於外層，外、中層總苞片狹卵形或橢圓形，背面密被銹色絨毛，邊緣膜質，內層總苞片長卵形或長圓形，半膜質，背面疏被銹色絨毛或近無毛；雌花8- 10朵，花冠狹圓錐狀，簷部具2裂齒，花柱伸出花冠外，先端2叉，反捲；兩性花10-30朵，花冠管狀，花藥線形，先端附屬物尖，長三角形，基部圓鈍或微有短尖頭，花柱與花冠近等長，先端稍叉開，叉端近截形。
果：瘦果小，長圓形。
花果期：8-10月。